# Raffles City

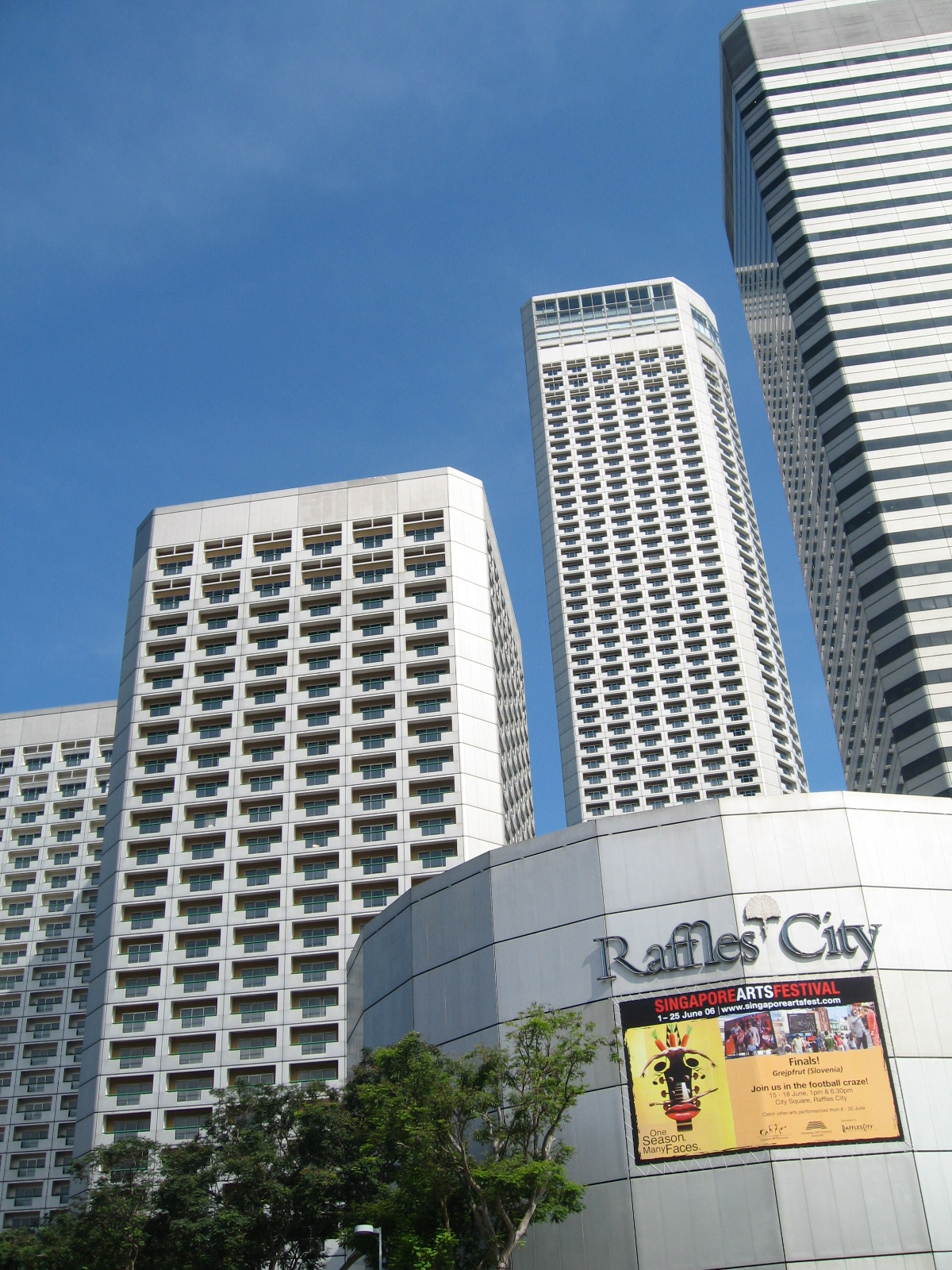
Imagem do complexo

Raffles City (em chinês: 莱佛士城) é um largo complexo localizado no Distrito Cívico, dentro da cidade-estado de Singapura. Ocupando todo um quarteirão delimitado por Stamford Road, Beach Road, Bras Basah Road e North Bridge Road, que abriga dois hotéis e uma torre sobre um pódio que contém um shopping center e um Centro de Convenções. O shopping é gerido pela CapitaCommercial Trust e CapitaMall Trust.
Em 19 de março de 2006, o trust de investimento imobiliário CapitaLand, o CapitaCommercial Trust e CapitaMall Trust adquiriram conjuntamente o desenvolvimento da Raffles Holdings por 2,09 bilhões de dólares de cingapura. O primeiro assumiu uma participação de 60% no complexo e o último levou restante dos 40 por cento. The trusts' shareholders approved of the purchase of the complex in July 2006. The deal has been completed in August 2006 and the complex is owned by the two trusts.

## Expansão
Em 20 de agosto de 2006, os novos proprietários anunciaram seus planos de expandir o espaço de varejo entre 150.000 e 200 000 sq ft (19 000 m2) a partir do atual 356 000 sq ft (33 000 m2), usando o espaço no estacionamento pisos nos porões dois e três. Os dois fideicomisos de propriedade da CapitaLand passarão a gastar 86 milhões de dólares de cingapura na expansão, além de uma ligação subterrânea que liga as estações MRT Esplanade e City Hall, inauguradas em 15 de julho de 2010.